# Kancsal Tamás
Kancsal Tamás (Budapest, 1951. október 17. –) olimpiai bronzérmes világbajnok magyar öttusázó, edző.
1963-ban kezdett sportolni a KSI-ben vízilabdázóként. 1965-től úszó lett a Spartacusban és a Vasasban. 1969-től a MAFC háromtusázója volt. 1971-ben a Honvédhoz igazolt.
1972-ben még háromtusában lett magyar bajnoki bronzérmes. 1973-ban öttusa egyéni magyar bajnokságot nyert. Ettől az évtől a válogatott keret tagja lett. 1974-ben csapatban vb ezüstérmet szerzett, egyéniben ötödik volt. A következő évben csapatban világbajnok, egyéniben ezüstérmes lett. Részt vett az 1976-os olimpián, ahol csapatban harmadik, egyéniben kilencedik volt. Ezt követően több éven át nem került be a vb-n szereplő csapatba. 1979-ben csapat világbajnoki ezüstérmet szerzett. 1983-ban vonult vissza az élsporttól.
1983-tól 1988-ig a BHSE edzője volt. 1986-tól 1989-ig a válogatott futóedzője lett. 1988 és 1989 között a magyar szövetségi kapitány szakmai helyettese volt. 1989-ben jelölt volt a szövetségi kapitányi posztra, de nem őt választották. Ezután a Budapesti Honvéd vezetőedzőjeként dolgozott. Az 1991 és 1993 közötti időszakban a dél-koreai válogatott kapitányaként tevékenykedett. 1993-ban kinevezték magyar szövetségi kapitánynak. Ezt a  posztot 1996-ig töltötte be. Ezt követően újra a BHSE-ben edzősködött. 2001-től ismét Koreában dolgozott.

## Díjai, elismerései
- Az év magyar öttusázója (1975, 1976)
- Magyar Népköztársaság Sportérdemérem ezüst fokozata (1988)
- Mesteredző (1989)
- Kiváló Nevelő Munkáért (1995)
- Bay Béla-díj (2016)[1]